# Премия Европейской киноакадемии 1999
European Film Awards 1999 — премия Европейской киноакадемии (нем. Europäischer Filmpreis).

## Лауреаты и номинанты Премии Европейской киноакадемии 1999

### Лучший фильм
- Испания Всё о моей матери, режиссёр Педро Альмодовар
- Швеция Покажи мне любовь, режиссёр Лукас Мудиссон
- Дания Последняя песнь Мифуне, режиссёр Сёрен Краг-Якобсен
- Россия Молох, режиссёр Александр Сокуров
- Великобритания Ноттинг-Хилл, режиссёр Роджер Мишелл
- Бельгия Розетта, режиссёр Жан-Пьер Дарденн и Люк Дарденн
- Великобритания Вкус солнечного света, режиссёр Иштван Сабо
- Великобритания Зона военных действий, режиссёр Тим Рот

### Лучшая мужская роль
- Рэйф Файнс — Вкус солнечного света
- Руперт Эверетт — Идеальный муж
- Андерс Бертельсен — Последняя песнь Мифуне
- Гёц Георге — Высшая правда
- Рэй Уинстон — Зона военных действий
- Филипп Торретон — Это начинается сегодня

### Лучшая женская роль
- Сесилия Рот — Всё о моей матери
- Ибен Хьейле — Последняя песнь Мифуне
- Пенелопа Крус — Девушка твоей мечты
- Эмили Декьенн — Розетта
- Натали Бэй — Порнографическая связь

### Европейское открытие года
- Тим Рот — Зона военных действий

### Лучшая работа сценариста
- Иштван Сабо и Израэль Хоровиц — Вкус солнечного света
- Аюб Кхан-Дин — Восток есть Восток
- Саша Гедеон — Возвращение идиота
- Annalherbe — Kleinun

### Лучшая операторская работа
- Лайош Кольтаи — Легенда о пианисте
- Яцек Петрицкий — Путешествие к Солнцу
- Ив Кап — Человечность
- Алексей Федоров — Молох

### Лучший документальный фильм
жюри: Дайан Вейерманн (Soros Documentary Fund, Нью-Йорк), Стефен Ярл и Ежи Сладковски
- Клуб Буена Виста, режиссёр Вим Вендерс
- La chaconne d’Auschwitz, режиссёр Мишель Дерон
- La commission de la vérité, режиссёр Андре ван Ин
- Господин Цвиллинг и Фрау Цукерманн, режиссёр Фолькер Кепп
- Мой лучший враг – Клаус Кински, режиссёр Вернер Херцог
- Мобуту, король Заира, режиссёр Тьерри Мишель
- Припять, режиссёр Николаус Гейрхальтер

### Лучший документальный фильм — особое упоминание
- Бельгия Мобуту, король Заира, режиссёр Тьерри Мишель

### Лучший короткометражный фильм
I Фестиваль короткометражных фильмов Клермон-Ферран (Франция), Оберхаузен (Германия) и Тампере (Финляндия) принимали участие в выборе номинантов
- Benvenuto a San Salvario
- La différence
- Senhor Jerónimo
- Vacancy
- Wanted

### Приз Screen International Award
- США Простая история, режиссёр Дэвид Линч
- США Красота по-американски, режиссёр Сэм Мендес
- США Парни не плачут, режиссёр Кимберли Пирс
- Австралия/ Бутан Кубок, режиссёр Хьенце Норбу
- Китай Ни на одного меньше, режиссёр Чжан Имоу

### Приз за выдающиеся достижения в мировом кино
- Антонио Бандерас — Женщина без правил
- Роман Полански — Девятые врата

### Приз международной ассоциации кинокритиков (ФИПРЕССИ)
- Франция Истина в вине, режиссёр Отар Иоселиани

### За творчество в целом
- Италия Эннио Морриконе

### Приз зрительских симпатий

#### Лучший актер
- Шон Коннери — Западня

#### Лучшая актриса
- Кэтрин Зета-Джонс — Западня

#### Лучший режиссёр
- Педро Альмодовар — Всё о моей матери